# Richard Todd (football américain)
(en) Statistiques sur pro-football-reference
Carl Richard Todd (né le 19 novembre 1953 à Birmingham) est un joueur américain de football américain.

## Enfance
Todd va à la Davidson High School de Mobile où il remporte le titre de champion lycéen de l'État de l'Alabama. Individuellement, il montre ses talents, battant certains records de l'État.

## Carrière

### Université
Pendant trois ans, Richard est le quarterback titulaire des Crimson Tide. En 1974, il partage le poste de titulaire avec Gary Rutledge. La saison se conclut par une défaite au Sugar Bowl contre l'université Notre Dame 24-23.
En 1974, Todd se blesse et rate une partie de la saison. À la fin de la saison, l'Alabama obtient une revanche contre Notre Dame lors du Orange Bowl mais Todd ne réussit qu'une seule passe pour touchdown dans un match qui se termine par une nouvelle défaite 13-11.
Todd termine sa carrière à La Nouvelle-Orléans contre l'université d'État de Pennsylvanie où ses passes ont parcouru 200 yards.

### Professionnel
Richard Todd est sélectionné au premier tour du draft de la NFL de 1976 par les Jets de New York au sixième choix. Todd est d'abord nommé remplaçant de Joe Namath, qui fut une ancienne star de l'université de l'Alabama. En 1976, Namath est libéré par la franchise de New York et Todd est nommé titulaire.
Todd subit de nombreuses critiques, étant même hué par les supporters des Jets notamment car il totalise plus de passes interceptées que pour touchdown. Il est connu aussi pour avoir une rivalité avec le journaliste Steve Serby qui s'était positionné pour que le quarterback remplaçant Matt Robinson prenne le poste de Richard. En 1980, Todd fait taire certaines critiques en battant le record de passe réussie en un seul match, contre les 49ers de San Francisco en réussissant quarante-deux passes (record qui sera battu en 1994 par Drew Bledsoe avec quarante-cinq passes réussis). Malgré ce record, la saison 1980 voit Todd se faire intercepter trente passes en seize matchs et les Jets terminent la saison avec un score de 4-12.
Après une saison 1980 chaotique, Todd reste le titulaire et sort une saison 1981 bonne avec vingt-cinq passes pour touchdown et treize interceptés. Les Jets affichent un score victorieux de 10-5-1, ce qui n'était pas arrivé depuis 1969 notamment grâce à la défense, permettant au Jets de jouer la wild card des play-offs pour l'AFC. En 1982, New York se qualifie pour les play-offs, battant les Bengals de Cincinnati 44-17 et les Raiders de Los Angeles 17-14. Le match de championnat AFC opposent les Jets aux Dolphins de Miami mais Todd sort un match très mauvais, se faisant intercepter cinq passes et les Jets s'inclinent 14-0 sous une pluie battante. La dernière saison voit l'entraineur Walt Michaels se faire remplacer par Joe Walton, ancien coordinateur offensif des Jets dans une saison très moyenne.
Richard est ensuite échangé aux Saints de La Nouvelle-Orléans avec qui il est titulaire lors de la saison 1984, remplaçant Kenny Stabler, lui aussi beaucoup critiqué. Il envoie onze passes pour touchdowns mais se fait intercepter dix-neuf passes. Beaucoup de changement se font après cette saison (terminé par 5-11), et Todd se fait prendre sa place de titulaire par Bobby Herbert, ne jouant que deux matchs lors de cette saison.
Libéré par les Saints, Todd revient chez les Jets de New York, effectuant le camp d'entrainement de l'équipe mais il n'est pas retenu pour la saison 1986.
Durant ses dix années en NFL, Todd a réussi 1610 passes sur 1967 tentées pour 20610 yards ainsi que 124 passes pour touchdowns et 161 interceptées. Il a aussi marqué quatorze touchdowns sur des courses.

## Palmarès
- Quarterback ayant la meilleure moyenne Tentative/Yards de la saison 1979 avec 8 yards par passes
- Quarterback s'étant fait intercepter le plus de passes de la saison 1980 avec trente passes interceptées.